# Министерство транспорта Ганы
Министерство транспорта Ганы несёт ответственность за развитие инфраструктуры и предоставление услуг в транспортной отрасли Ганы. Штаб-квартира находится в Аккре. Главой министерства с февраля 2025 года назначен Джозеф Букари. 

## История министерства
Министерство было сформировано из двух бывших министерств (Министерства автомобильных дорог и Министерства транспорта и связи) в 2001 году администрацией Джона Куфуора. Целью слияния было создание автономного министерства, которое могло бы эффективно формулировать и координировать транспортную политику страны. После слияния называлось Министерством дорог и транспорта. Название было изменено в 2009 году на Министерство транспорта администрацией Джона Атта Миллса. 

## Сфера деятельности
Более 90 % международной торговли Ганы зависит от морских портов страны, а именно от порта Тема в регионе Большой Аккры и порта Такоради в Западной области. Министерство отвечает за надлежащее функционирование этих точек входа в торговлю, чтобы экономика страны могла развиваться. Деятельность Министерства охватывает как частный, так и государственный сектор экономики Ганы. Создание благоприятных условий для инвестиций в транспортную отрасль страны также одна из функций Министерства
.